# ليسيانا ناردي
ليسيانا ناردي هي كومونا في مقاطعة ماسا كرارا في منطقة تسكانة الإيطالية، وتقع على بعد حوالي 110 كيلومتر (68 ميل) شمال غرب فلورنسا وحوالي 25 كيلومتر (16 ميل) شمال غرب ماسا.

## الموقع الجغرافي
تقع المدينة في منطقة لونيجيانا على الحدود بين توسكانا وليجوريا، وخلفها جبال الالب. وتبعد بضعة كيلومترات فقط من ماسا ولا سبيتسيا وبالقرب من المواقع السياحية الشهيرة مثل ليرتشي وبورتو فينبري وسنك تير. تقع ليتشيانا ناردي على حدود البلديات التالية: أولا وبانوني وكومانو وفايفيزانو وموناكو ديلي كورتي وبودينزانا وتريسانا وفيلافرانكا في لونيجيانا.

## تاريخ
في عام 1933، أُطلق على ليسيانا ناردي لقب «ناردي» تكريما المواطن الإيطالي أناكارسي ناردي (1800 – 1844).

## المدن الشقيقة
- سومرتون، المملكة المتحدة
- رومانيا، فرنسا